# Nikita Shokhov
Nikita Shokhov (en russe : Никита Константинович Шохов, romanisé : Nikita Konstantinovitch Chokhov), né le 7 janvier 1988 à Kamensk-Ouralski, en URSS, est un photographe russe. C'est un ancien élève d'Igor Moukhine ; il est lauréat en 2014 d'un prix World Press Photo, catégorie Staged Portraits.
Il est le fils de Konstantin Shokhov, connu en tant que peintre, critique d'art et chargé de cours à la chaire de Beaux-Arts à l'Université d'État de Tioumen,.

## Biographie
Nikita s'intéresse aux arts visuels sous l'influence de son père. Il abandonne rapidement ses études de droit pour se tourner vers la photographie et le cinéma.
Il débute comme élève du photographe Sergei Rogozhkine à Iekaterinbourg au sein du club du Musée de la photographie de la Maison Metenkov. Il exerce en même temps pour un studio de photographie travaillant dans le secteur de la vie nocturne, une expérience dont il se servira plus tard dans la série Moscow Night Life. Il étudie également à temps partiel au studio de cinéma de Sverdlovsk.
À Moscou, Nikita Shokhov échoue à intégrer l'Institut national de la cinématographie à plusieurs reprises et entre à l'École Rodtchenko de Photographie et de Multimédia. Il suit alors la classe d'Igor Moukhine. Pendant cet apprentissage, Shokhov développe son style, combinant la photographie mise en scène et le photojournalisme.
À partir de la fin des années 2010, il complète sa formation au California Institute of the Arts et à l'école d'arts visuels de Virginia Tech.

## Carrière professionnelle dans la photographie

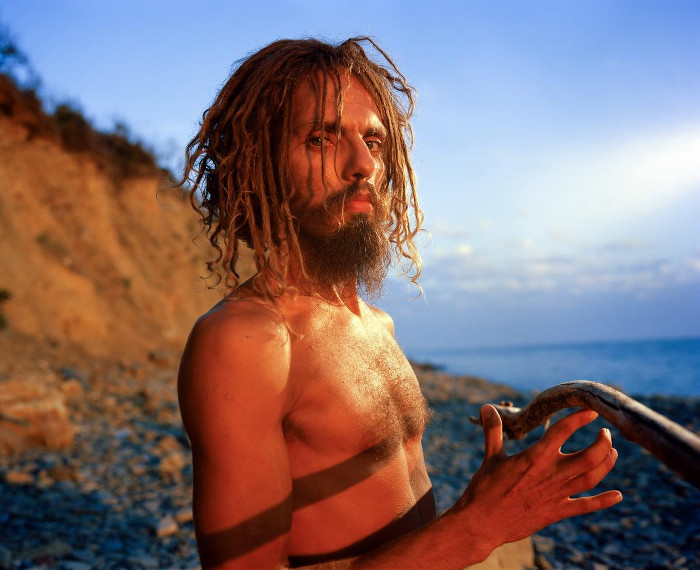
La série Utrish, 2013

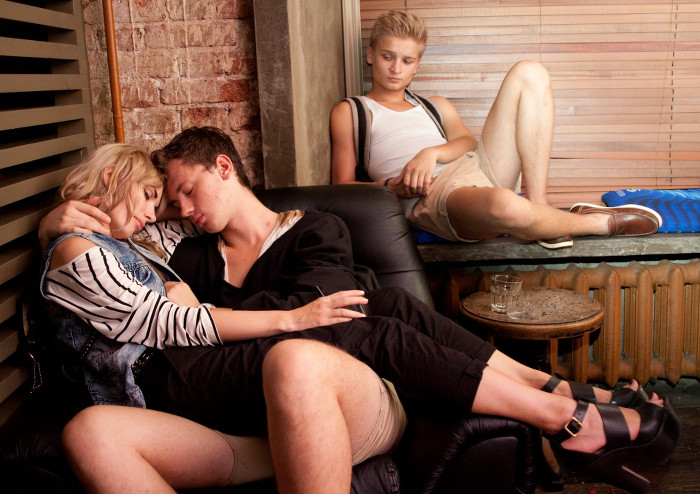
La série Moscow Night Life, 2012

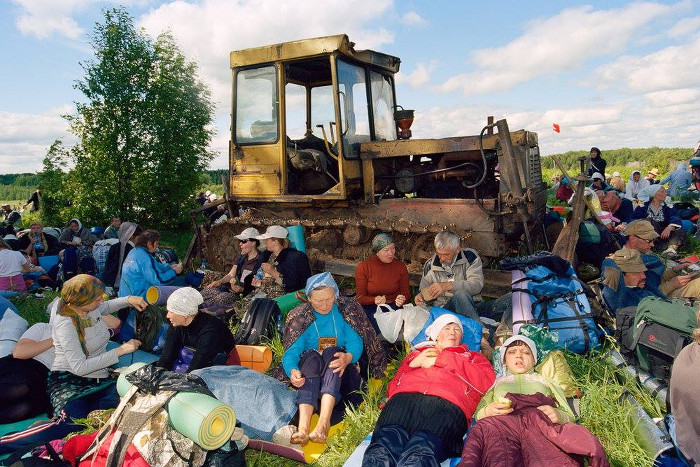
La série Sacred Procession, 2012

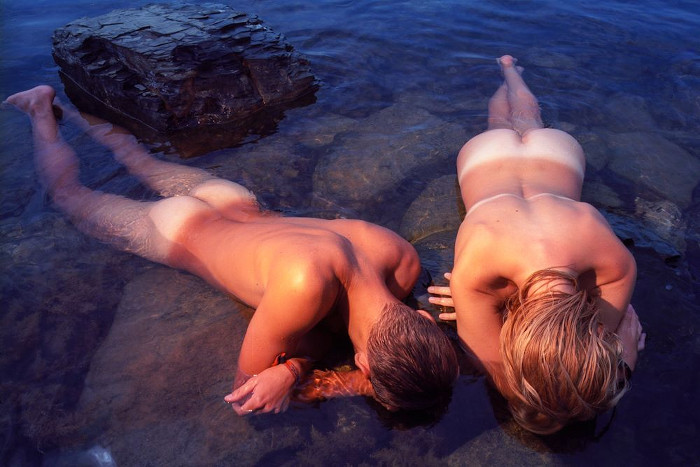
La série Black Sea Vacations, 2012

Les méthodes de Shokhov varient du documentaire à la photographie mise en scène. Il affirme s'occuper des sujets universels, effectuant une recherche visuelle des affaires quotidiennes ainsi que de la religion et du carnavalesque[réf. souhaitée]. Quelques séries photographiques de Shokhov font de fortes références aux œuvres de la génération précédente de photographes[Qui ?].
La série Moscow Night Life, créée entre 2010 et 2014, représente des scènes de la vie nocturne, des boîtes de nuit, à la fois de luxe et d’underground. Elle procède de la manière utilisée par Boris Mikhaïlov, Sergeï Tchilikov et Nikolaï Bakharev pour enregistrer la fin de la culture soviétique de la jeunesse russe et le passage à la culture post-soviétique,. Cette série se compose d'images mises en scène et de photos documentaires inédites.
Dans la série Sacred Procession entre 2012 et 2014, Shokhov aborde les processions religieuses dans une province russe comme un opérateur de caméra cachée, apportant un rapport inédit. Dans cette recherche ethnographique via la photographie, il dépeint le prestigieux bourg de Roubliovka à Moscou dans une série de 2013.
La série Black Sea Vacations entre 2012 et 2013 est un aperçu des villes d’eaux de Sotchi et d’Anapa. Ces portraits collectifs de vacanciers par Shokhov rappellent les œuvres de son maître Sergeï Rogozkine,, ainsi que les clichés de Martin Parr,.
Sa série Utrish, créée en 2014, qui remporte par la suite un prix World Press Photo, le fait connaître encore plus à travers une série entièrement mise en scène, basée sur des scènes iconographiques. Shokhov déclare que la combinaison de scénarios prévues et l'improvisation des modèles a été inspiré par les œuvres d'Annie Leibovitz, David LaChapelle et Ryan McGinley.
La société populaire russe à l'époque contemporaine est l’autre point d'intérêt de Shokhov,. Il documente le mode de vie des gens et leur place dans la culture nationale russe dans les petites villes de Bologoïe (photographies prises en 2014) et de Pereslavl-Zalesski (photographies prises en 2013), et le village de Sep en Oudmourtie.
En 2014, Shokhov prend part à un grand projet national photographique. Where Does the Motherland Begin ? vise à dépeindre la variété des traditions russes et les chevauchements de la culture russe soviétique et moderne.
La série Children : Personal Space, créée en 2014, représente une recherche de son espace de vie et la façon dont il convient aux jeunes avec des scénarios surréalistes inclus dans un environnement de routine.
En mai 2015, la série Without Dictatorship of the Gaze est exposée dans la galerie GRAD à Londres avec d'autres projets artistiques qui traitent des questions politiques et sociales. C’est une première expérience de la photographie journaliste, les images à la vitesse d'obturation des manifestations de masse à Moscou. 
Les œuvres de Nikita sont publiées par les magazines russes et internationaux populaires et professionnels, notamment The Guardian, ArtKhronika, Harper's Bazaar Art, Calvert Journal, L'Insense Photo, Infra-mince et Le Monde, qui publie des histoires imaginées de Shokhov sur le président russe Vladimir Poutine.
En 2022, il dévoile un nouveau projet : Dragzina, une expérience de réalité augmentée de 12 minutes, basée sur une installation en verre autour du thème des drag queens.

## Expositions

### Les expositions personnelles
- 2012 Empty Hills. The Space of Joy, Galerie Iragui, Moscou[22]
- 2012 Sochi. City of the Future Olympic Games, Festival des nuits blanches, Perm
- 2013 Black Sea Vacations, Biennale de Mode et de Style, Musée d'Art et Multimédia, Moscou[23]
- 2014 Moscow Night Life, Biennale de Photographie, Galerie Zurab Tsereteli, Moscou[8]
- 2015 Children : Personal Space, Galerie Peresvetov, Moscou[17]
- 2015 Sacred Procession, Galerie d'Art d'Etat, Biennale de Photographie de la Baltique, Kaliningrad[24]

### Les expositions collectives remarquables
- 2010 Self-image, Galerie Plates to Pixels, Portland, États-Unis[25]
- 2011 Life in Motion, Centre international de la photographie, New-York[26]
- 2012 The Stone Flower, Centre national des arts contemporains, Moscou[27]
- 2013 Stability. Ghosts, Galerie Random, Moscou
- 2013 Chernukha, Galerie RuArts, Moscou[28]
- 2013 The Happy End, Musée d'Art et Multimédia, Moscou[29]
- 2013 What is Behind This Curtain ?, Galerie Random, Moscou[30]
- 2014 Twelve Thinking Photographers, événement parallèle de Manifesta 10, Le Premier Corpus de Cadets, Saint-Pétersbourg[31]
- 2014 Moscow. Barocco, 4e Biennale internationale d'art des jeunes gens, Galerie Triumph, Moscou[32]
- 2014 Artistic Invention of Yourself and the Pure Enjoyment of Life and Love, Forum Culturel d'Autriche, Moscou[33]
- 2014 Moskovia. Research, Musée d'Art Décoratif de toute la Russie, Moscou[34]
- 2014 Young, Galerie GUP, Amsterdam[35]
- 2014 Where Does the Motherland Begin ?, Musée d'Histoire de Moscou, Moscou[16]
- 2015 Borderlands, Galerie des Arts et Design Russes, Londres[36]
- 2022 Dragzina[Où ?][37],[21]

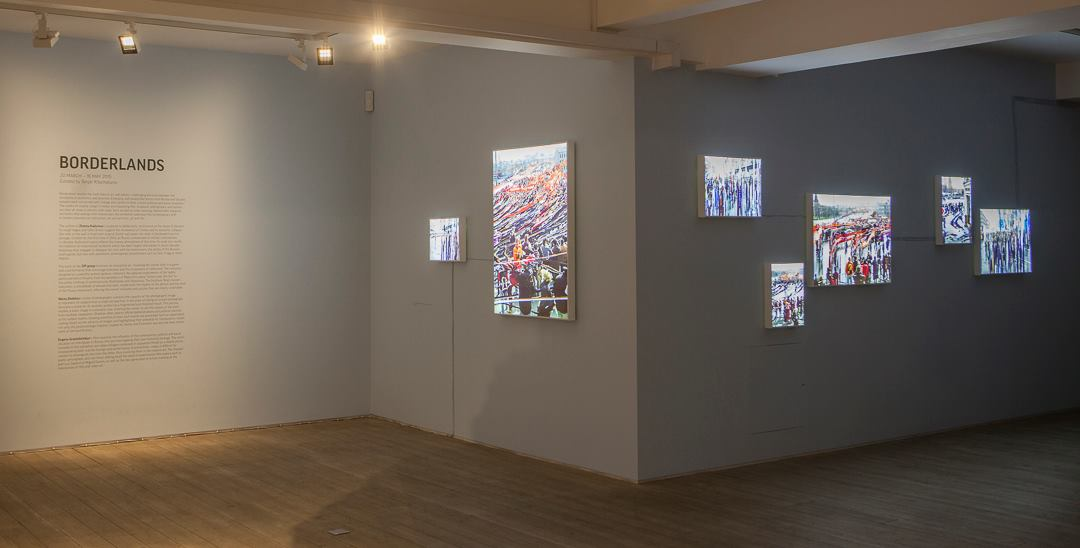
Borderlands, Londres, 2015
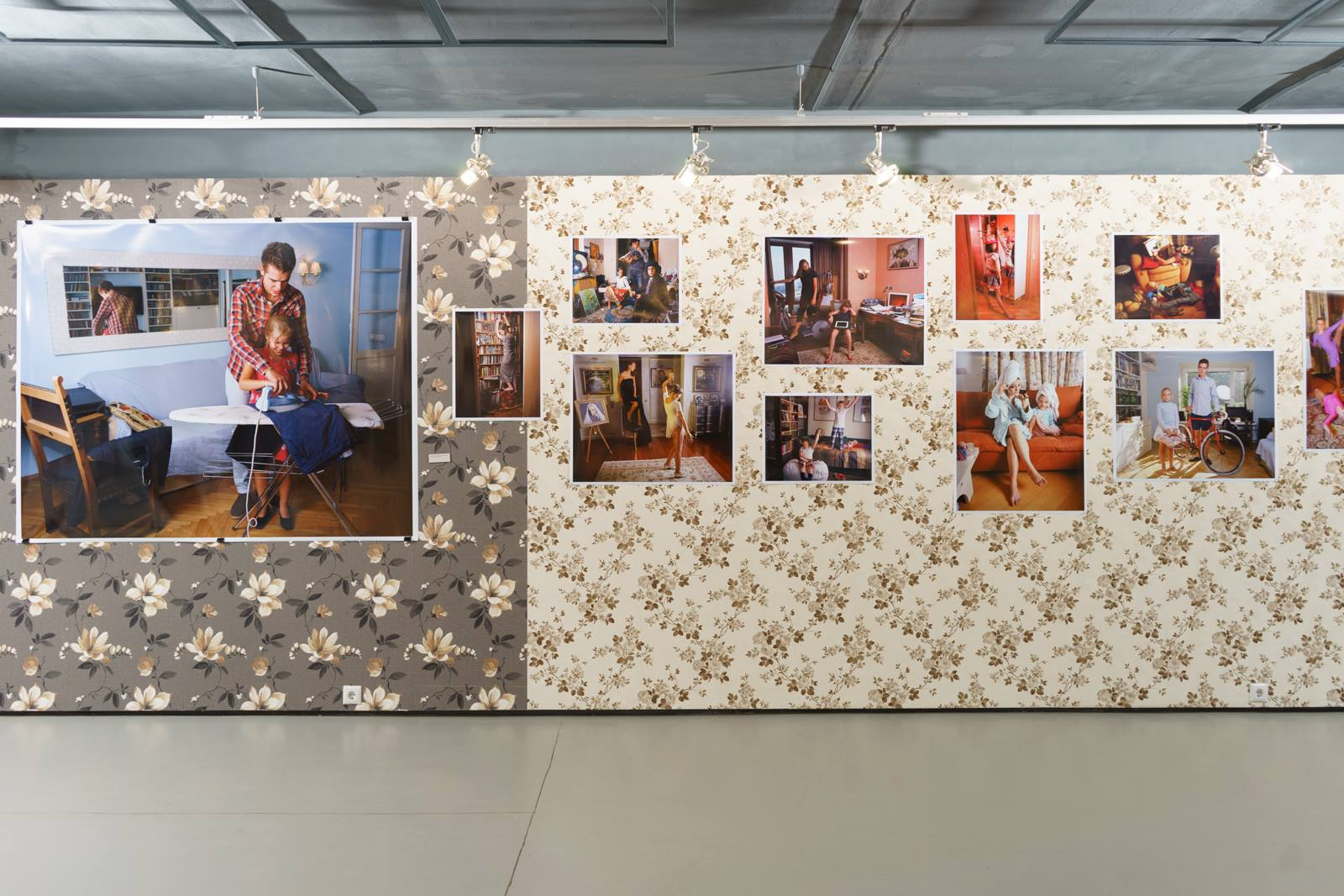
Children: Personal Space, Moscou, 2015
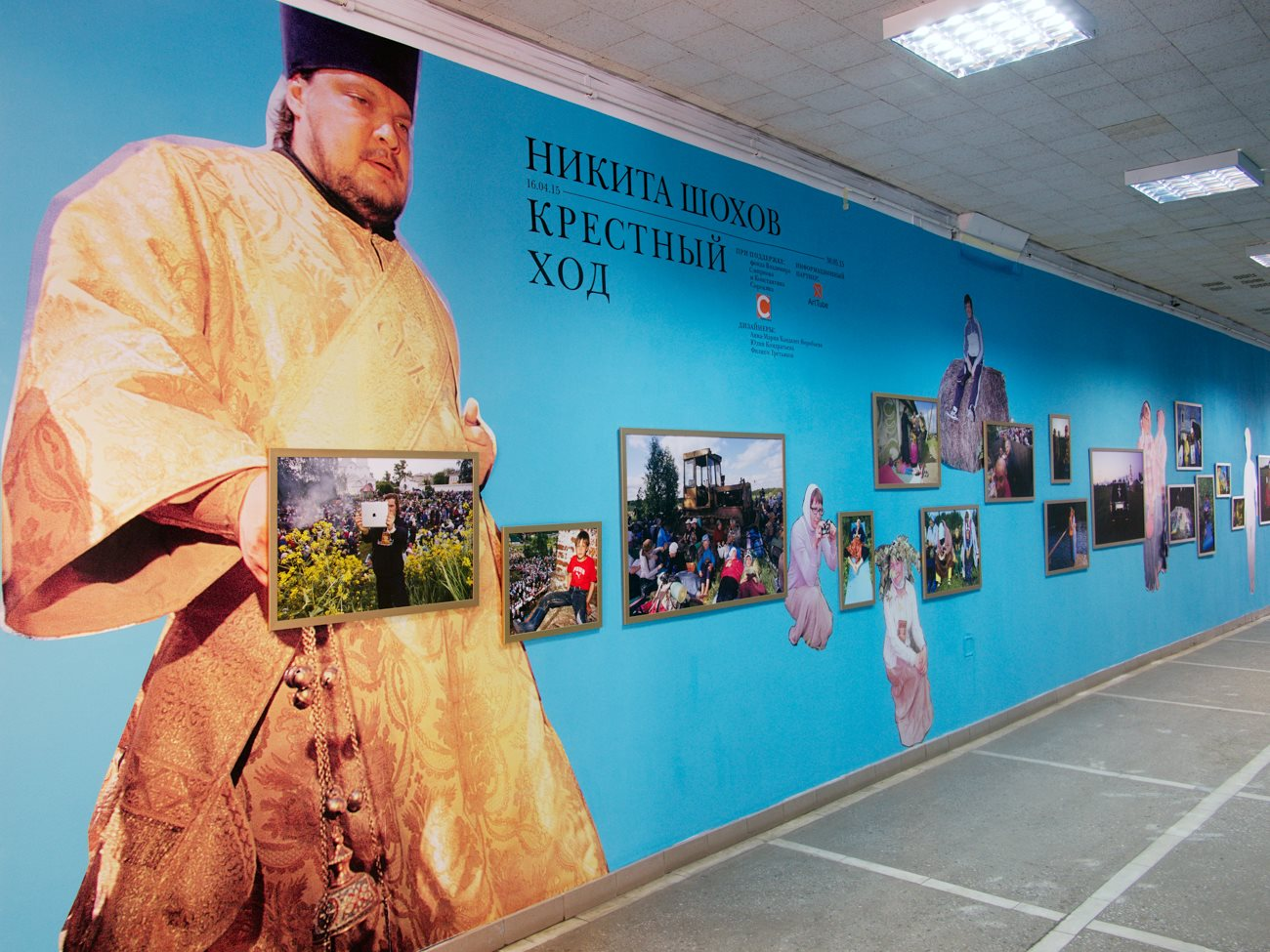
Sacred Procession, Kaliningrad, 2015